# Junta Governativa de Caxias do Sul

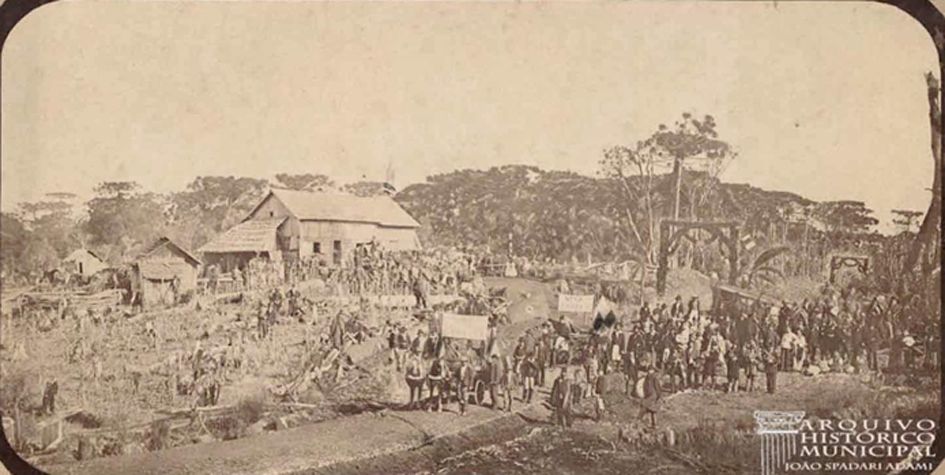
Comitiva oficial chegando de Porto Alegre, a capital do estado, para a instalação da Junta Governativa de Caxias do Sul em 1890. Arquivo Histórico Municipal João Spadari Adami.

A Junta Governativa de Caxias do Sul foi uma equipe de governo instalada por ocasião da emancipação do município de Caxias do Sul, no Brasil.
Caxias foi fundada em 1875 como uma colônia, povoada principalmente por imigrantes italianos. Em 1884 já havia se desenvolvido consideravelmente, sendo transformada em distrito de São Sebastião do Caí. Porém, a mudança não agradou os colonos, pois a sede administrativa agora ficava a mais de 60 km de distância. Logo iniciaram um movimento para buscar a emancipação, liderados pelos comerciantes locais, mas ela só ocorreu em 20 de junho de 1890, através do Ato Estadual nº 257, passando a se denominar Vila de Santa Teresa de Caxias. Além de já possuir nesta altura cerca de 16 mil habitantes e uma economia dinâmica, tendo condições de autogoverno, a administração estadual estava enfrentando sérios conflitos com os funcionários da Comissão de Terras e Colonização, que até então se responsabilizavam pelo assentamento dos colonos, cobrança de impostos e outros assuntos administrativos.
Para organizar o novo município, no dia 28 o Governo do Estado nomeou a Junta Governativa, com atribuições executivas e legislativas, composta de Ernesto Marsiaj, presidente, Angelo Chittolina e Salvador Sartori, todos eles imigrantes italianos que já haviam se destacado como lideranças no comércio e na política, sendo empossados em 2 de julho de 1890. As primeiras reuniões foram realizadas em sala improvisada na escola pública, tendo como secretário José Domingues de Almeida, depois transferidas para uma sede própria construída por Antônio Moro. A elevação do distrito à condição de vila foi comemorada em uma festa que durou três dias, organizada pela Junta entre 23 e 25 de agosto, quando foram batizados os sinos da Matriz e inaugurada uma exposição agroindustrial, que contou com a presença do presidente do estado, o general Cândido José da Costa, evidenciando a importância que o governo atribuía à região e sua produção agrícola, depositando nela grandes esperanças de superar a crise econômica pela qual o estado passava. Em 3 de setembro o Governo do Estado nomeou mais dois membros, Germano Parolini e Pedro Oldra, e até sua extinção em 15 de dezembro de 1891 a Junta sofreria outras modificações em sua composição, passando a dela fazer parte também, por períodos variáveis, Romano Lunardi, Rodolfo Félix Laner, Antônio Moro e Luiz Michielin. Chittolina foi o único a permanecer ao longo de todo o período de vigência da Junta.

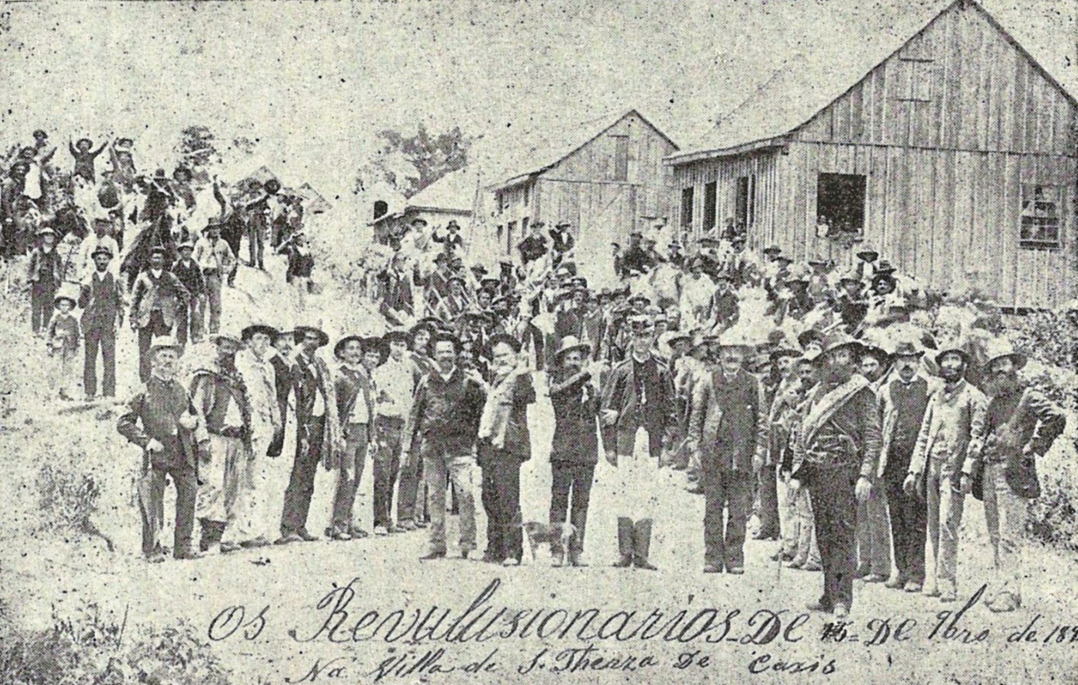
Líderes da Revolta dos Colonos. No primeiro plano, ao centro, de farda, o delegado de polícia Francisco Januário Salerno, e à extrema direita, com uma faixa ao peito, o chefe dos revoltosos, Afonso Amabile.

Os administradores tomaram uma série de providências práticas. Dividiram o município em dois distritos, o primeiro tendo como centro a sede urbana, e o segundo, o povoamento de Nova Trento; solicitaram ao Governo do Estado a remessa de cópia da legislação vigente e do sistema de pesos e medidas oficiais, implementaram provisoriamente o Código de Posturas que vigorava em São Sebastião do Caí, organizaram as receitas e despesas municipais e novos loteamentos, providenciaram reparos na escola pública, na Praça Dante Alighieri, em ruas e estradas, regularizaram os limites geográficos do município, definiram locais para futuros logradouros públicos, criaram um matadouro público, nomearam uma série de funcionários para ocuparem postos de segundo escalão na administração, colaboraram nas obras da Igreja Matriz, e organizaram as eleições para o primeiro Conselho Municipal, entre outros atos.
A Junta enfrentou muitos problemas em sua atuação. O cenário era agitado por uma série de fatores. Os colonos tinham origens diferenciadas, e traziam da Itália antigas rivalidades; católicos e maçons não cessavam de promover enfrentamentos; as condições de vida na região ainda era difíceis, faltando muitos serviços e meios de subsistência essenciais; no momento da emancipação a vila se viu desprovida de fundos, precisando recorrer à cobrança de impostos atrasados com multas e juros, gerando descontentamento popular, e a disputa de poder entre grupos divergentes na vila era acirrada pelo turbulento ambiente estadual, dividido entre correntes de republicanos, seguidores de Júlio de Castilhos, e federalistas, liderados por Assis Brasil, cujos ecos se faziam sentir também em Caxias.
A tensão cresceu, e explodiu em uma revolta, iniciada em 26 de novembro de 1891, que derrubou a Junta e tomou posse das instalações de governo. Os revoltosos reivindicavam a melhoria nas estradas, ainda precaríssimas, e protestavam contra os impostos, além de divergirem da orientação política da administração. Com a intervenção do Governo do Estado, a revolta foi pacificada em 14 de dezembro, quando a Junta reassumiu suas funções. No dia seguinte ela deu posse ao primeiro Conselho Municipal, eleito em 20 de outubro, e encerrou suas atividades.
Os conselheiros herdaram as funções dos antigos magistrados, e por isso alguns autores consideram o Conselho neste período uma segunda Junta Governativa, mas quando ocorre a nomeação do primeiro intendente, Antônio Xavier da Luz, em 5 de julho de 1892, os Poderes foram separados e o Conselho prossegue seus trabalhos exclusivamente como um corpo legislativo. Depois de um novo levante popular, que depôs também este Conselho, ele foi definitivamente empossado em 26 de setembro de 1892, continuando então em atividade ininterrupta até fins de 1896. Participaram dele vários dos antigos membros da Junta: Angelo Chittolina, Ernesto Marsiaj, Romano Lunardi e Salvador Sartori, mais Agapito Conz, Benjamin Cortes Rodrigues e Hugo Luciano Ronca.

## Membros da Junta

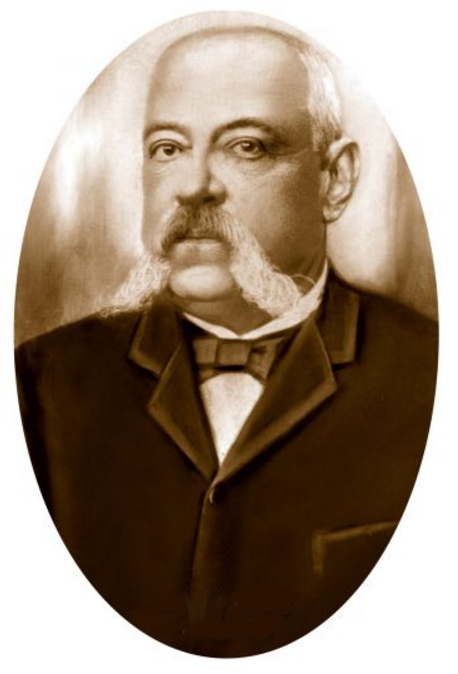
Ernesto Marsiaj Mandato de 2 de julho de 1890 a 13 de fevereiro de 1891
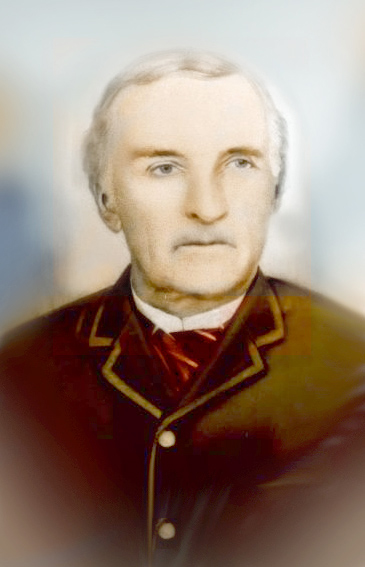
Salvador Sartori Mandato de 2 de julho de 1890 a 13 de fevereiro de 1891
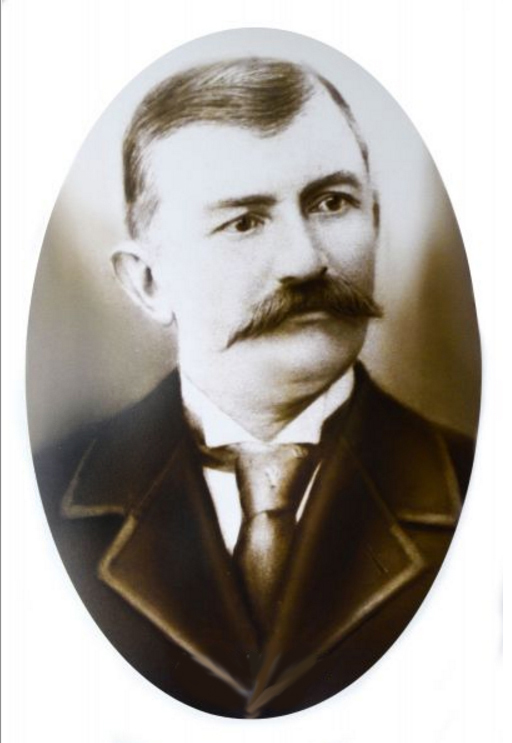
Angelo Chittolina Mandato de 2 de julho de 1890 a 15 de dezembro de 1891
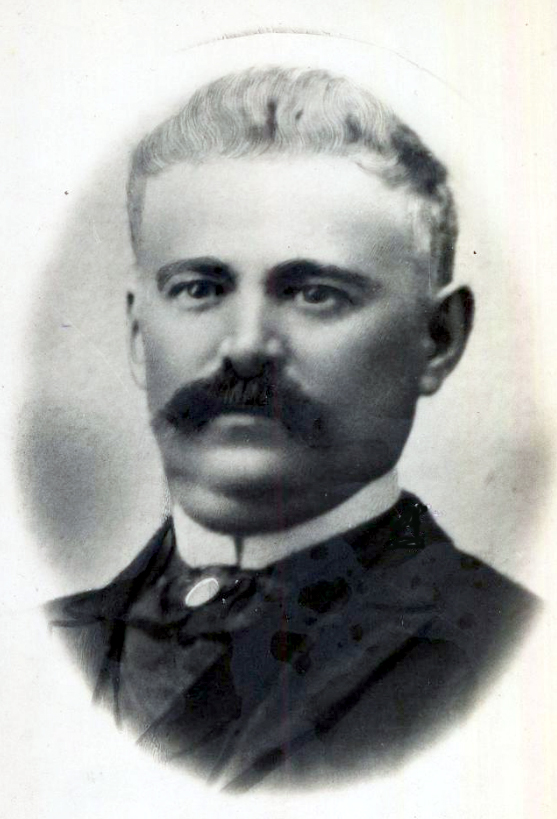
Germano Parolini Mandato de 3 de setembro de 1890 a 15 de dezembro de 1891

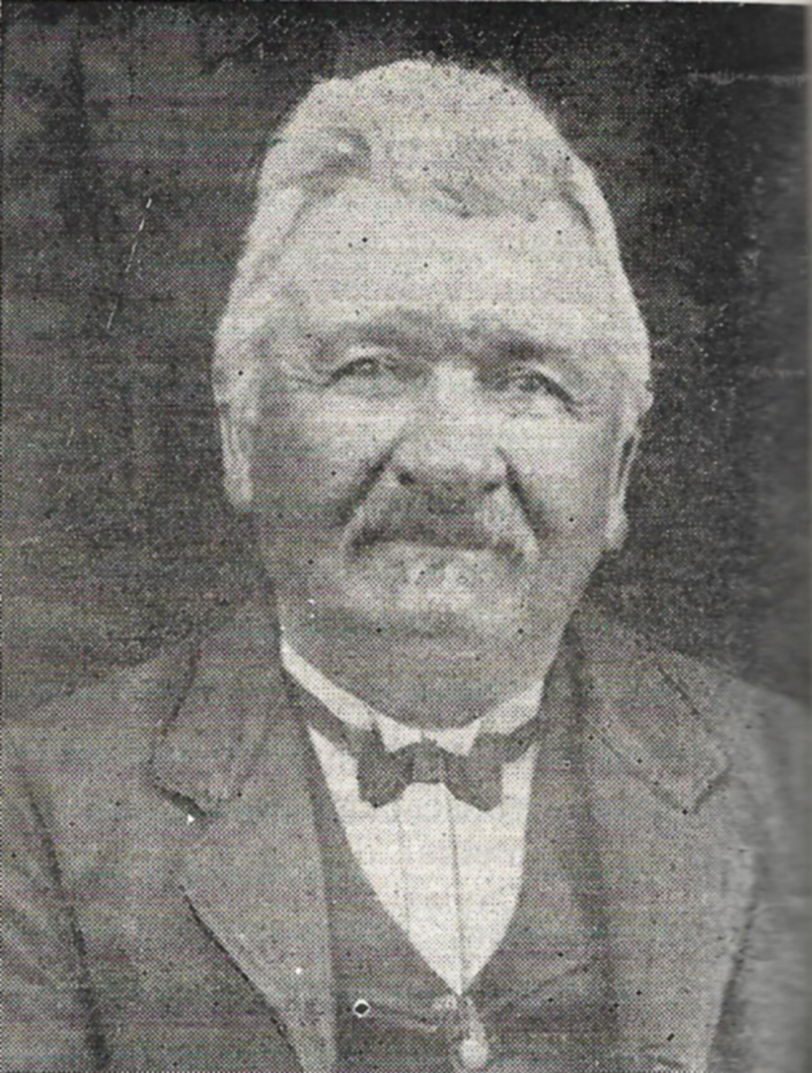
Pedro Oldra Mandato de 3 de setembro de 1890 a 30 de setembro de 1890
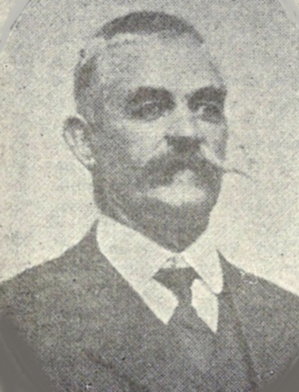
Romano Lunardi Mandato de 30 de setembro de 1890 a 15 de dezembro de 1891
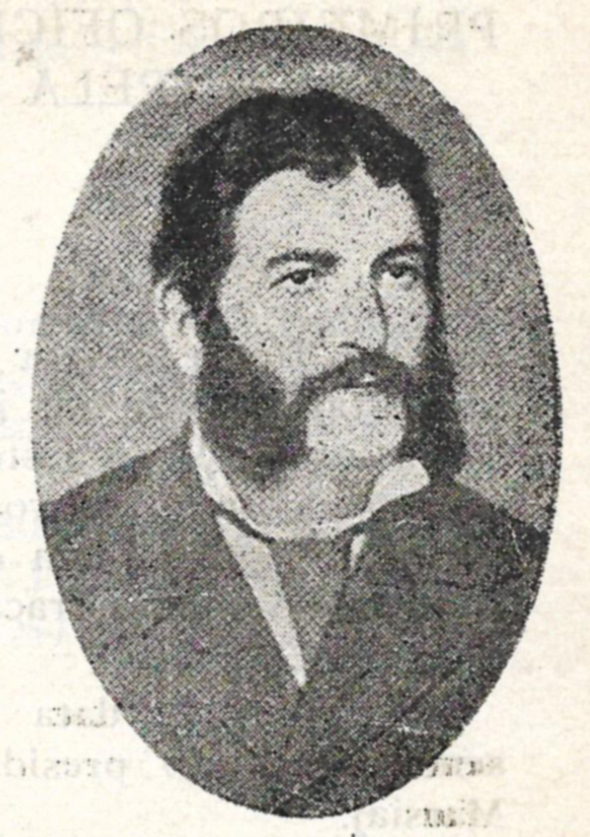
Rodolfo Félix Laner Mandato de 13 de fevereiro de 1891 a 15 de dezembro de 1891
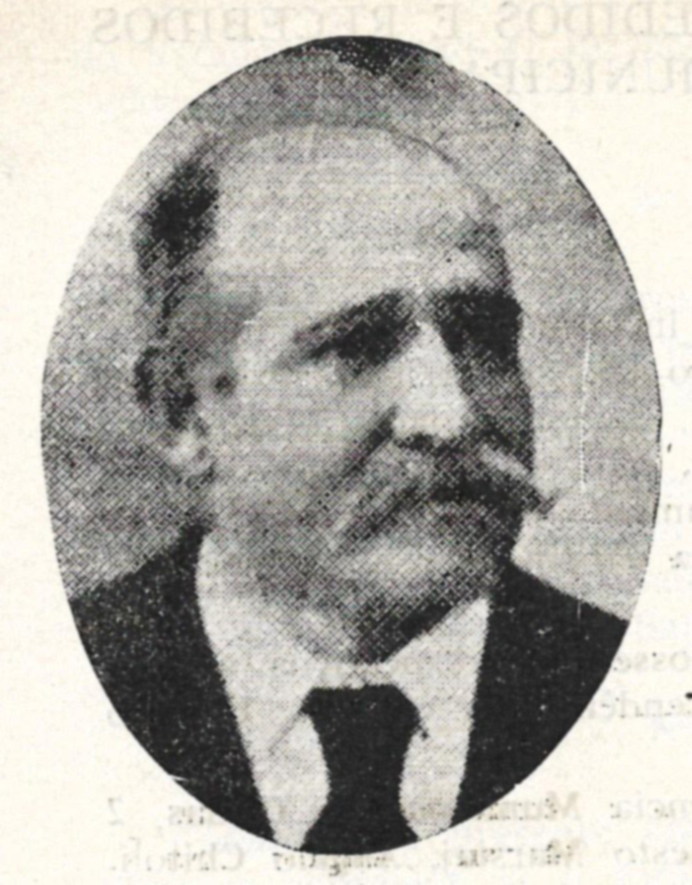
Antônio Moro Mandato de 13 de fevereiro de 1891 a 28 de março de 1891
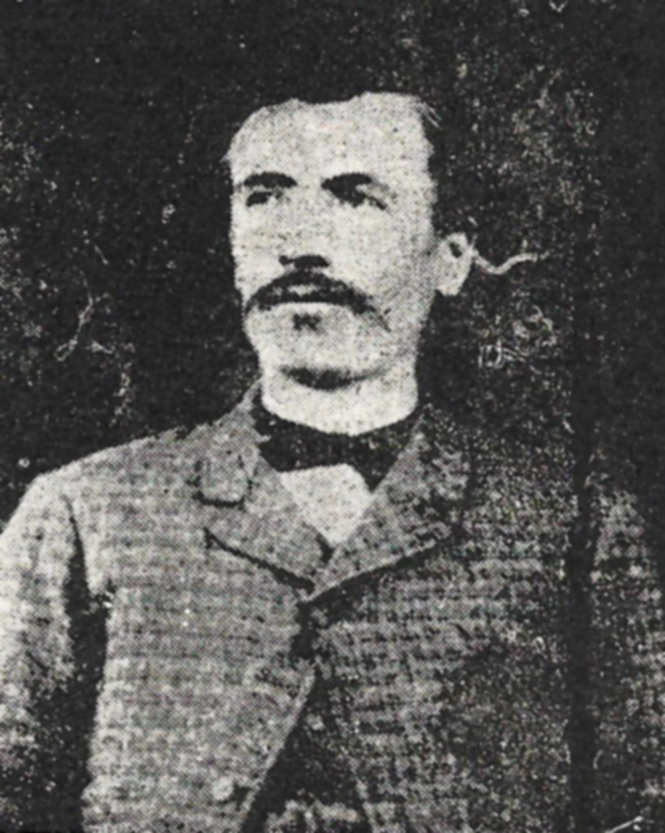
Luiz Michielin Mandato de 28 de março de 1891 a 15 de dezembro de 1891